# Jackass 3D
Jackass 3D è un film del 2010, diretto da Jeff Tremaine.
Terzo film basato sulla serie televisiva Jackass, è uscito in occorrenza del decimo anniversario della nascita del franchise, iniziato nel 2000. Nel dicembre 2009 fu annunciato da Paramount Pictures e MTV Films che il film sarebbe stato distribuito il 15 ottobre 2010 in 3D. Oltre ad essere disponibile in visione tridimensionale, in alcune sale cinematografiche selezionate è possibile usufruire di un D-BOX (simulatore di movimento) per la proiezione. Il 3 dicembre 2010 è la data annunciata dal sito ufficiale per l'uscita nelle sale italiane.
È il primo film della saga Jackass a essere stato trasmesso nei cinema italiani.

## Trama
Prima dell'inizio del film, si assiste ad una piccola introduzione a cui partecipano Beavis e Butt-head, protagonisti della serie animata Beavis and Butt-head, in cui c'è un accenno alla tecnologia 3D usata nel film.
L'intro comincia con uno schermo bianco, poi si apre una porta ed esce tutto il cast di Jackass presentato con vari costumi. Si sistemano davanti ad un arcobaleno gigante e da lì iniziano gli stunt a rallentatore con Johnny Knoxville il primo ad eseguire gli stunt di apertura che annuncia, come di consueto, l'inizio del film con la frase: "Hi, I'm Johnny Knoxville and welcome to Jackass". Subito dopo viene preso in faccia con un grande oggetto simile a un pugno (simile anche a quello usato nel secondo film per fare uno scherzo Dave England) che lo colpisce in faccia inquadrato da una speciale telecamera slow motion 3D usata in tutti gli stunt di apertura al film e anche nel film stesso.
Jackass 3D, come i suoi predecessori (Jackass: The Movie, Jackass Number Two e Jackass 2.5), non ha una vera e propria trama. Il film consiste in una successione, che con il procedere della visione diventa sempre più pericolosa, di stunts e di scherzi eseguiti dai personaggi della serie TV, di MTV, Jackass. Tra i vari numeri presenti nel film si può notare "Beehive tetherball", in cui al posto del pallone gli stuntmen giocano con un alveare pieno di api, oltre che stunts in cui un dente che viene estratto con una Lamborghini (Lamborghini thoot pull o in italiano Estrazione di dente in Lamborghini) oppure viene utilizzata una colla speciale per strappare via i peli dal petto (Super mighty glue). Lo stunt finale mostra Steve-O lanciato all'interno di una toilette portatile, collegata a corde da bunjee jumping, contenente numerosi escrementi chiamato "poo cocktail supreme". Questo stunt riprende il primo stunt della serie TV trasmessa da MTV in cui Johnny Knoxville viene alzato da un camion dell'immondizia dentro ad un bagno chimico
La sequenza finale è stata realizzata con una tecnica simile alla scena introduttiva, ma in questo caso lo spettatore assiste ad una serie di esplosioni al rallentatore e alla finale inondazione simulata in cui il cast si ritrova completamente sommerso nell'acqua. Così come negli ultimi due film, Rip Taylor fa un piccolo cameo annunciando la fine del film prima che vengano mostrati i titoli di coda. Durante i titoli di coda vengono poi mostrate alcune scene prese dallo show TV, vecchie fotografie del cast ed infine si vedono i membri del cast cantare Memories (che è il singolo ufficiale del film) insieme ai Weezer.

## Produzione
Nel dicembre 2009, il regista Jeff Tremaine cominciò ad effettuare dei test con l'equipaggiamento 3D. Nello stesso mese, Johnny Knoxville annunciò il ritorno dell'intero cast dei precedenti due film. Secondo Deadline.com, uno stunt chiamato "The Heli-cockter" è stato filmato e mostrato alla Paramount esecutiva nel suo formato 3D per ottenere l'approvazione per il progetto. Chris Pontius lega un elicottero telecomandato al suo pene, ridendo mentre esso gira bruscamente.
Le riprese iniziarono il 25 gennaio 2010, Tremaine ha effettuato le riprese in una proprietà privata, discostandosi dalla tradizione dei precedenti film dove le riprese sono state effettuate maggiormente per le strade (sebbene nel film ci siano alcune scherzi filmati effettivamente per strada), incluse alcune "occasionali incursioni in paesi stranieri."
Margera dichiarò all'Artisan News Service che quando il film era completo al 70%, lui era stato già ricoverato per 3 costole e una spalla rotte, più una distorsione ad una caviglia.
Riguardo agli stunts, il regista Jeff Tremaine ha dichiarato di aver cercato di rinnovare nel film la maggior parte dei vecchi stunts dello show originale (per esempio il "Poo Cocktail Supreme" è basato su uno stunt originariamente fatto da Knoxville nello show TV).
Nell'aprile 2010, il sito JackassWorld.com è stato chiuso, con un avviso che diceva: "Siamo occupati a girare il film" e "grazie per il supporto ricevuto negli ultimi due anni. Per essere stati costantemente dalla nostra parte e vicini al mondo di Jackass e Dickhouse, continuate a seguirci su Facebook e Twitter" . In una intervista Rick Kosick rivelò che JackassWorld.com non sarebbe esistito più dopo l'uscita del film. Nonostante questa dichiarazione, attualmente il sito è stato redirezionato sulla pagina principale della Dickhouse Productions.
Nel maggio 2010, Knoxville ha dichiarato che Steve-O è riuscito a mantenersi sobrio durante tutto il periodo di riprese, e “non c'era birra sul set stavolta, anche se alcuni di noi speravano ci fosse.” e aggiunse “onestamente sta andando tutto bene. Tutti hanno avuto differenti infortuni durante le riprese il che è un buon segno. Steve-O sta probabilmente facendo le migliori riprese di tutti quanti. Si sta davvero impegnando molto nel dimostrare a tutti che è in grado di compiere i suoi numeri anche quando è sobrio. Ormai sono due anni che non beve, e bisogna dire che tutti i membri dello staff lo hanno sempre supportato al massimo in questa battaglia."
Agli MTV Movie Awards del 2010, Tremaine ha dichiarato che le riprese erano quasi finite e mancavano solo alcuni piccoli dettagli.
Il cast di Jackass 3D è lo stesso del precedente film, con le uniche eccezioni di Brandon DiCamillo e Raab Himself. Come nei precedenti film alcuni membri dello staff come Jeff Tremaine, Spike Jonze, Rick Kosick, Lance Bangs, Dimitry Elyashkevich, Sean Cliver, Greg Iguchi e Trip Taylor fanno un'apparizione nel film. La figlia di Knoxville Madison e il figlio Rocco sono menzionati nei credits.
Un infortunio ad un membro del cast, Margera, costrinse la riscrittura dell'inizio del film. Il 12 gennaio 2010, Margera fu colpito in testa con un bastone da una donna afroamericana di 59 anni, all'uscita del suo bar, The Note. La donna ha accusato Bam di averla chiamata 'negra' in maniera offensiva, ma non ammise di averlo colpito. Quando Margera fu interpellato da TMZ.com due giorni dopo l'incidente, dichiarò di non aver mai usato tale parola e che la donna lo aveva già attaccato in passato.
Lui spiegò:
Ho avuto dei sanguinamenti interni alla testa per due giorni dopo l'incidente e i medici non volevano che lasciassi l'ospedale. Io replicai che avevo bisogno di andare a Los Angeles al più presto per partecipare alle riprese di Jackass. Avremmo cominciato l'indomani e da copione io avrei dovuto ricevere un colpo in testa, ma ormai la cosa era impossibile e tutto per colpa di quella donna.
Margera aggiunse nella stessa intervista che la sequenza di apertura venne filmata con una Phantom high speed cameras, che registra a 1 000 frames al secondo per produrre un effetto ultra rallentato, simile alla sequenza di apertura di Zombieland. Allo stesso tempo, il Makeup Effects designer Tony Gardner, che ha lavorato in tutti i precedenti Jackass, ha anche creato le orde di zombie in Zombieland.

## Promozione
Il 21 luglio 2010 c'è stato il lancio della prima locandina del film, tramite l'account ufficiale di Jackass su Facebook. L'immagine in questione mostra Knoxville mentre è in aria a bordo di un jet ski.
Sempre nel luglio 2010, la Paramount insieme alla MTV Films visiona la prima versione 3D di Jackass in un evento speciale durante il Comic-Con 2010. Durante l'evento i fans ebbero la possibilità di incontrare lo staff di Jackass.
Ad agosto, Bam Margera accompagna in tour i CKY in Nuova Zelanda e Australia per promuovere il film.
Il 5 agosto 2010, il trailer ufficiale del film viene trasmesso sui canali di proprietà della Viacom, come MTV, VH1, e Spike TV. È stato trasmesso insieme al trailer di altri film, tra cui:  The Other Guys, I mercenari - The Expendables, Scott Pilgrim vs. the World, e Machete.
Per celebrare l'uscita del film, Johnny Knoxville e lo staff di Jackass 3D, in collaborazione con WonderHowTo lanciarono il "The Jackass 3D Prank Contest". L'ideatore dello scherzo più "selvaggio" avrebbe potuto vincere un viaggio ad Hollywood per filmare lo scherzo con il cast di Jackass. Il concorso è terminato alle 11.59 del 26 settembre 2010.
Sempre allo scopo di promuovere il film, Johnny Knoxville ha partecipato come guest star ad un'edizione di WWE Monday Night RAW tenutasi il 4 ottobre 2010.
Ancora, MTV ha trasmesso una maratona televisiva comprensiva di tutte le puntate delle serie originali di Jackass seguita dal documentari: "Jackass: The Beginning", relativo alla creazione di Jackass, ed  "The Making of Jackass 3D" uno special dietro le scene.

### Jackass 3.5
Già prima dell’uscita di Jackass 3D venne dichiarato che sarebbe uscito Jackass 3.5', un film composto da video inediti registrati durante le riprese di Jackass 3D e da interviste alla crew di stuntman, simile a Jackass 2.5. 
Secondo un'intervista rilasciata da Bam Margera il 17 ottobre 2010 su IGN, Jackass 3.5 sarà pubblicato il gennaio 2011, senza dichiarare se si tratterà di una versione estesa di Jackass 3D oppure una semplice pubblicazione in DVD (alla stregua di Jackss 2.5).. In una intervista rilasciata prima dell'uscita cinematografica di Jackass 3-D, Johnny Knoxville dichiarò: "Abbiamo filmato un grosso quantitativo di materiale...e quindi a gennaio pubblicheremo un intero DVD. 3.5 sarà pieno di ottimi numeri che non hanno trovato posto nella versione cinematografica."." A seguito dell’inaspettato successo della versione cinematografica di Jackass 3-D, iniziarono a circolare voci circa una possibile versione cinematografica anche per Jackass 3.5.
Il film è stato inizialmente diffuso in streaming su Joost in spezzoni pubblicati con frequenza settimanale a partire dal 1º aprile 2011; un primo trailer era stato reso disponibile fin dal 27 gennaio. Il film completo è stato alla fine pubblicato su Blu-ray e DVD il 14 giugno 2011.

## Colonna sonora
Jackass 3D: Music from the Motion Picture è la colonna sonora ufficiale del film, distribuita il 25 ottobre 2010.
Lista tracce:
1. Corona [Jackass Opera Mix], dei Minutemen
2. The Kids Are Back, di Twisted Sister
3. If You're Gonna Be Dumb, You Gotta Be Tough, di Karen O
4. Memories, di Weezer
5. Party In My Pants, di Roger Alan Wade
6. Invisible Man, di Smut Peddlers
7. I'm Shakin', di The Blasters
8. I Got Your Number, di Cock Sparrer
9. You Can't Roller Skate In a Buffalo Herd, di Roger Miller
10. Been Blown To Shreds, di Sassafras
11. Brand New Key, di Melanie Safka
12. Alcohol, di Gang Green
13. Afterworld, di CKY
14. Margaritaville, di Jimmy Buffett

## Accoglienza

### Incassi
Nel fine settimana d'apertura, il film è stato distribuito in 3.081 cinema, totalizzando circa 50 milioni di dollari, battendo il record per la migliore apertura invernale precedentemente detenuto da Scary Movie 3. Inoltre, si è posizionato anche come il migliore esordio per un film di Jackass, considerando i 22ml $ incassati da Jackass: The Movie e i 29ml $ di Jackass Number Two.

### Critica
Jackass 3D ha ricevuto pareri contrastanti dalla critica cinematografica, grosso modo positivi. Secondo la recensione eseguita da Rotten Tomatoes, il 69% dei critici hanno apprezzato il film basandosi su un totale di 42 recensioni, con una valutazione media di 6 punti su 10.

## Sequel
Jackass 3.5 è un film del 2011 sequel di Jackass 3D, composto da video inediti registrati durante le riprese di Jackass 3D e da interviste alla crew di stuntman (simile a Jackass 2.5). Johnny Knoxville in un'intervista precedente a Jackass 3D disse "Abbiamo abbastanza materiale per due film". Il film è stato interamente diffuso in streaming su Joost in spezzoni pubblicati con frequenza settimanale a partire dal 1º aprile 2011; un primo trailer era stato reso disponibile fin dal 27 gennaio. Il film completo è stato pubblicato su Blu-ray e DVD il 14 giugno 2011.